# نجاح أديب الساعاتي
نجاح ساعاتي، (20 كانون الأول 1925 - 14 شباط 2017) أول امرأة صيدلانية في سوريا من مواليد مدينة حمص، وشخصية اجتماعية عربية بارزة واسم معروف على صعيد النشاط النسائي العالمي.

## نشأتها
ولدت من أسرة ميسورة، ودرست المرحلة الابتدائية في حمص ونالت شهادة الكفاءة السورية والفرنسية بدرجة جيدة، ثم انتقلت إلى مدرسة تجهيز دمشق ونالت شهادة البكالوريا بدرجة جيدة أيضاً، درست الفلسفة وحدها خارج المدرسة ونالت البكالوريا الثانية في الفلسفة عام 1945 م، ثم انتقلت إلى الجامعة السورية حيث تخرجت من كلية الصيدلة عام 1949 م، وكان رئيس الجامعة آنذاك الدكتور منيف العائدي أكبر داعم لها ولتطلعاتها.

## حياتها الشخصية
زوجة بدر الدين السباعي، وابنة أديب الساعاتي، لها شقيقة وشقيقان هما صلاح وزياد.
لم تنجب أي أولاد بسبب تعرضها في عام 1956م، أثناء العدوان الثلاثي على مصر إلى حالة إجهاض للجنين الذي كانت حاملاً به وذلك إثر اشتراكها في المقاومة الشعبية وانتقالها إلى حقل التدريب، ما حرمها من الإنجاب بعد ذلك.

## التعليم
في الخامس عشر من تشرين الأول عام 1949م شهد مدرج الجامعة السورية حدثاً استثنائياً حين أعلن عريف حفل تخريج طلاب كلية الصيدلة في الجامعة عن منح أول شهادة في الصيدلة لفتاة سورية هي نجاح الساعاتي، فضجّ المدرج بالتصفيق وقوفاً وصدرت الصحف والمجلات السورية تحمل هذا النبأ المفرح، مشيرة إلى أن نجاح الساعاتي كانت أول صيدلانية عربية.
تحمل أيضا شهادة دكتوراه في الاقتصاد السياسي من جامعة موسكو وكان موضوع رسالتها "خصائص تطور الرأسمال الوطني في سوريا"، أتقنت اللغة الفرنسية بطلاقة ما ساعدها على الاطلاع على الثقافة الفرنسية والترجمة الأدبية والعلمية من أمهات الكتب الفرنسية، ونالت لاحقا شهادة الدكتوراه في الفلسفة

## السيرة المهنية
عملت بعد تخرجها لمدة سنة في أكبر صيدلية في حمص، ثم افتتحت لنفسها صيدلية في تشرين الثاني عام 1950م في شارع الحميدية في منطقة حمص القديمة وأطلقت عليها اسم صيدلية النجاح التي انتقلت ملكيتها بالثمانينات تقريبا لبيت كسيبي الذين حافظوا على الاسم والصيدلية حاليا مغلقة، فكانت أول امرأة تفتح صيدلية في حمص، كما قامت أثناء عملها الصيدلاني بالتدريس في مدرسة تجهيز البنات في حمص.
كانت نجاح الساعاتي أيضاً أول امرأة في حمص تنتخب عضواً في نقابة صيادلة حمص وأول أمينة سر للنقابة.

## نشاطها السياسي والإجتماعي
قادت أول تظاهرة نسائية في حمص عام 1942م ضد الانتداب الفرنسي، وهي أول من رفع الحجاب في حمص، ثم انتخبت عام 1943م سكرتيرة لجمعية إعانة الطالبات الفقيرات في مدرسة التجهيز.
انتخبت في لجنة الأمهات العالميات الدائمة، وانتسبت إلى جمعية الهلال الأحمر في حمص وانتخبت عام 1951م عضواً إدارياً فيها.
ساهمت في تشكيل رابطة النساء السوريات، وعملت في مجلس السلم العالمي، كما شاركت في مؤتمر الأمهات العالمي الذي نظمه الاتحاد النسائي الديمقراطي العالمي في لوزان بسويسرا عام 1955 وانتخبت عضواً في مجلسه.
أسست مع زوجها عام 1956 دار (ابن الوليد) للنشر في حمص، ثم قامت بعد ذلك بتأسيس دار (الجماهير الشعبية للنشر) في دمشق حيث اهتمت بالكتب التقدمية التي تتناول القضايا الوطنية والاجتماعية، وحين أغلقت الساعاتي دار النشر هذه أهدت كل محتويات الدار من كتب وإصدارات ورفوف وقوائم للحزب الشيوعي السوري الموحد.
كما كان للساعاتي بصمتها المتميزة في مجال الفكر والثقافة، فأغنت المكتبة العربية بالعديد من المؤلفات والترجمات القيمة زادت على الخمسة عشر كتاباً في مواضيع إنسانية واجتماعية، كما كتبت في العديد من المجلات السورية، مثل مجلة الينبوع، ومجلة المرأة، وجريدة النور.

### عضويتها في البرلمان

بطاقة عضويتها في مجلس قيادة الثورة

في الستينيات من القرن الماضي تم تأسيس برلمان جديد بدمشق تحت اسم «المجلس الوطني لقيادة الثورة» وذلك بين عامي 1965م و1966م واختيرت نجاح ساعاتي عضواً فيه، وكان رئيس هذا المجلس منصور الأطرش، وكان لها دور مميز على صعيد المداولات التي كانت تتم تحت قبة البرلمان، كما كانت عضو لجنة الشؤون العربية والخارجية في المجلس، وهي من أهم اللجان البرلمانية.

## وفاتها
توفيت يوم الثلاثاء 14 شباط عام 2017، ودفنت بمقبرة تل النصر في حمص.